# Steve Johnson (tennista)
Steve Johnson (Orange, 24 dicembre 1989) è un ex tennista statunitense.
In singolare ha conquistato 4 titoli ATP e ha raggiunto il 21º posto del ranking ATP. In doppio ha vinto 2 titoli ATP e la medaglia di bronzo alle Olimpiadi di Rio 2016 con Jack Sock ed è stato nº 39 del ranking.

## Carriera
Nel 2011 ottiene i primi risultati di rilievo in doppio raggiungendo per la prima volta i quarti di finale in un torneo ATP, in coppia con Alex Bogomolov Jr. a Cincinnati. Il mese successivo raggiunge la sua prima finale in un torneo Challenger a Tiburon, in coppia com Sam Querrey e a novembre si aggiudica il Challenger di Knoxville in coppia con Austin Krajicek. Partecipa per la prima volta, grazie all'assegnazione di una wild card, agli US Open sia in singolare che in doppio e viene subito eliminato.
Nel 2012 vince il suo primo incontro in singolare in un torneo del circuito maggiore con il successo su Donald Young ad Atlanta ed esce al secondo turno. Dopo aver conquistato il suo primo titolo Challengere in singolare ad Aptos, ottiene un'altra wild card per gli Us Open ed elimina prima Rajeev Ram e poi Ernests Gulbis prima di arrendersi al nº 14 del mondo Richard Gasquet al terzo turno.
L'anno successivo debutta agli Australian Open vincendo i turni di qualificazione e perde al primo turno contro il nº 11 del mondo Nicolás Almagro dopo oltre tre ore di gioco. Anche al Roland Garros supera le qualificazioni e viene eliminato da Albert Montañés al primo turno. Vince sull'erba di Nottingham il suo secondo trofeo Challenger, successo che gli permette di entrare per la prima volta in carriera tra i primi cento tennisti al mondo. Debutta a Wimbledon grazie a una wild card e anche in questo caso perde al debutto. Supera le qualificazioni e arriva agli ottavi a Wiston-Salem. Eliminato al primo turno degli US Open, non ottiene risultati di rilievo nella parte finale di stagione, se non la vittoria in doppio al Challenger di Charlottesville in coppia con Tim Smyczek in ottobre e a novembre porta il miglior ranking in doppio alla 121ª posizione.
All'esordio stagionale del 2014 supera le qualificazioni a Auckland ed esce di scena nei quarti di finale dopo aver sconfitto il nº 20 del mondo Kevin Anderson. Eliminato al turno di esordio agli Australian Open, si aggiudica in febbraio il Challenger di Dallas. Raggiunge le semifinali al 250 di Delray Beach, eliminando in sequenza Kukuškin, il numero uno del torneo Haas e López prima di essere battuto da Anderson. Si aggiudica il Challenger di Guadalupe e supera per la prima volta un turno al Roland Garros, portando il miglior ranking alla 63ª posizione. Raggiunge i quarti nei tornei sull'erba di Halle (dove viene eliminato da Nishikori) e di Newport. In doppio fa il suo debutto al Roland Garros in coppia con Querrey, con il quale raggiunge la finale ad Atlanta, persa contro i numeri uno del tabellone Pospisil/Sock.
Tra il 2015 e il 2018 raggiunge 6 finali ATP vincendone 4.
Nel 2021 raggiunge insieme ad Austin Krajicek la finale al Masters 1000 di Cincinnati.
Il 5 marzo 2024 viene sconfitto al torneo di Indian Wells da Emilio Nava, alla fine del match annuncia il ritiro dall'agonismo.
Disputa anche il torneo di doppio con Tommy Paul, perdendo al primo turno contro Wesley Koolhof e Nikola Mektić.

## Statistiche

### Singolare

#### Vittorie (4)
| Legenda                   |
| Grande Slam (0)           |
| ATP World Tour Finals (0) |
| ATP Masters 1000 (0)      |
| ATP World Tour 500 (0)    |
| ATP World Tour 250 (4)    |

| N. | Data           | Torneo                                           | Superficie  | Avversario in finale | Punteggio        |
| 1. | 25 giugno 2016 | Nottingham Open, Nottingham                      | Erba        | Pablo Cuevas         | 7-6(5), 7-5      |
| 2. | 16 aprile 2017 | U.S. Men's Clay Court Championships, Houston (1) | Terra rossa | Thomaz Bellucci      | 6-4, 4-6, 7-6(5) |
| 3. | 15 aprile 2018 | U.S. Men's Clay Court Championships, Houston (2) | Terra rossa | Tennys Sandgren      | 7-6(2), 2-6, 6-4 |
| 4. | 22 luglio 2018 | Hall of Fame Tennis Championships, Newport       | Erba        | Ramkumar Ramanathan  | 7-5, 3-6, 6-2    |

#### Finali perse (2)
| Legenda                   |
| Grande Slam (0)           |
| ATP World Tour Finals (0) |
| ATP Masters 1000 (0)      |
| ATP World Tour 500 (1)    |
| ATP World Tour 250 (1)    |

| N. | Data            | Torneo                            | Superficie  | Avversario in finale | Punteggio     |
| 1. | 25 ottobre 2015 | Vienna Open, Vienna               | Cemento (i) | David Ferrer         | 6-4, 4-6, 5-7 |
| 2. | 25 agosto 2018  | Winston-Salem Open, Winston-Salem | Cemento     | Daniil Medvedev      | 4-6, 4-6      |

### Doppio

#### Vittorie (2)
| Legenda             |
| Grande Slam (0)     |
| ATP Finals (0)      |
| ATP Master 1000 (0) |
| ATP Tour 500 (0)    |
| ATP Tour 250 (2)    |

| N. | Data           | Torneo                     | Superficie  | Compagno         | Avversari in finale        | Punteggio |
| 1. | 21 maggio 2016 | Geneva Open, Ginevra       | Terra rossa | Sam Querrey      | Raven Klaasen Rajeev Ram   | 6-4, 6-1  |
| 2. | 17 luglio 2022 | Hall of Fame Open, Newport | Erba        | William Blumberg | Raven Klaasen Marcelo Melo | 6-4, 7-5  |

#### Finali perse (6)
| Legenda                  |
| Grande Slam (0)          |
| ATP Finals (0)           |
| ATP Tour Master 1000 (1) |
| ATP Tour 500 (0)         |
| ATP Tour 250 (5)         |

| N. | Data             | Torneo                         | Superficie  | Compagno        | Avversari in finale                   | Punteggio           |
| 1. | 27 luglio 2014   | Atlanta Open, Atlanta          | Cemento     | Sam Querrey     | Vasek Pospisil Jack Sock              | 3–6, 7–5, [5–10]    |
| 2. | 14 febbraio 2016 | Memphis Open, Memphis (1)      | Cemento (i) | Sam Querrey     | Mariusz Fyrstenberg Santiago González | 4–6, 4–6            |
| 3. | 20 febbraio 2017 | Memphis Open, Memphis (2)      | Cemento (i) | Ryan Harrison   | Brian Baker Nikola Mektić             | 3–6, 4–6            |
| 4. | 16 febbraio 2020 | New York Open, New York        | Cemento (i) | Reilly Opelka   | Dominic Inglot Aisam-ul-Haq Qureshi   | 6(5)-7, 6(6)-7      |
| 5. | 1º agosto 2021   | Atlanta Open, Atlanta (2)      | Cemento     | Jordan Thompson | Reilly Opelka Jannik Sinner           | 4-6, 7-6(6), [3-10] |
| 6. | 22 agosto 2021   | Cincinnati Masters, Cincinnati | Cemento     | Austin Krajicek | Marcel Granollers Horacio Zeballos    | 6(5)–7, 6(5)–7      |

### Tornei minori

#### Singolare

##### Vittorie (11)
| Legenda tornei minori |
| Challenger (9)        |
| Futures (2)           |

| N.  | Data              | Torneo                                       | Superficie | Avversario in finale | Punteggio           |
| 1.  | 18 settembre 2011 | USA F23, Claremont                           | Cemento    | Darian King          | 6-2, 6-3            |
| 2.  | 25 settembre 2011 | USA F24, Costa Mesa                          | Cemento    | Artem Sitak          | 6–3, 6–3            |
| 3.  | 12 agosto 2012    | Aptos Challenger, Aptos                      | Cemento    | Robert Farah         | 6-3, 6-3            |
| 4.  | 9 giugno 2013     | Nottingham Challenge, Nottingham             | Cemento    | Ruben Bemelmans      | 7-5, 7-5            |
| 5.  | 9 febbraio 2014   | Challenger of Dallas, Dallas                 | Cemento    | Malek Jaziri         | 6-4, 6-4            |
| 6.  | 6 aprile 2014     | Open Guadeloupe, Le Gosier                   | Cemento    | Kenny de Schepper    | 6-1, 6(5)-7, 7-6(2) |
| 7.  | 11 agosto 2019    | Aptos Challenger, Aptos (2)                  | Cemento    | Dominik Köpfer       | 6–4, 7–6(4)         |
| 8.  | 18 gennaio 2020   | Bendigo Challenger, Bendigo                  | Cemento    | Stefano Travaglia    | 7–6(2), 7–6(3)      |
| 9.  | 8 marzo 2020      | Indian Wells Challenger Series, Indian Wells | Cemento    | Jack Sock            | 6-4, 6-4            |
| 10. | 9 luglio 2023     | Cranbrook Tennis Classic, Bloomfield Hills   | Cemento    | Michail Kukuškin     | 6–4, 6(7)–7, 7–6(4) |
| 11. | 6 agosto 2023     | Lexington Challenger, Lexington              | Cemento    | Arthur Cazaux        | 7–6(5), 6-4         |

## Risultati in progressione
| Sigla | Risultato               |
| ----- | ----------------------- |
| V     | Vincitore               |
| F     | Finalista               |
| SF    | Semifinalista           |
| O     | Oro olimpico            |
| A     | Argento olimpico        |
| SF    | Bronzo olimpico         |
| QF    | Quarti di Finale        |
| 4T    | Quarto turno            |
| 3T    | Terzo turno             |
| 2T    | Secondo turno           |
| 1T    | Primo turno             |
| RR    | Round Robin             |
| LQ    | Turno di qualificazione |
| A     | Assente                 |
| ND    | Non disputato           |

| Legenda superfici    |
| -------------------- |
| Cemento              |
| Terra battuta        |
| Erba                 |
| Superficie variabile |

### Singolare
| Tornei Grande Slam         |               |               |     |               |               |               |     |               |               |               |               |     |               |               |       |
| Australian Open, Melbourne | A             | A             | A   | 1T            | 1T            | 3T            | 3T  | 2T            | 1T            | 1T            | 1T            | A   | 2T            | A             | 6-9   |
| Roland Garros, Parigi      | A             | A             | A   | 1T            | 2T            | 3T            | 1T  | 3T            | 3T            | 1T            | 1T            | 3T  | 2T            | Q1            | 10-10 |
| Wimbledon, Londra          | A             | A             | A   | 1T            | 1T            | 2T            | 4T  | 3T            | 1T            | 3T            | ND            | 2T  | 3T            | Q1            | 11-9  |
| US Open, New York          | Q1            | 1T            | 3T  | 1T            | 1T            | 1T            | 2T  | 2T            | 2T            | 1T            | 2T            | 2T  | 1T            |               | 7-12  |
| Vittorie-Sconfitte         | 0-0           | 0-1           | 2-1 | 0-4           | 1-4           | 5-4           | 6-4 | 6-4           | 3-4           | 2-4           | 1-3           | 4-3 | 4-4           | 0-0           | 34-40 |
| Giochi Olimpici            |               |               |     |               |               |               |     |               |               |               |               |     |               |               |       |
| Giochi Olimpici            | Non disputati | Non disputati | A   | Non disputati | Non disputati | Non disputati | QF  | Non disputati | Non disputati | Non disputati | Non disputati | A   | Non disputati | Non disputati | 3-1   |
| Vittorie-Sconfitte         | Non disputati | Non disputati | 0-0 | Non disputati | Non disputati | Non disputati | 3-1 | Non disputati | Non disputati | Non disputati | Non disputati | 0-0 | Non disputati | Non disputati | 3-1   |

### Doppio
| Tornei Grande Slam         |               |               |     |               |               |               |     |               |               |               |               |     |               |               |       |
| Australian Open, Melbourne | A             | A             | A   | A             | A             | 1T            | 2T  | A             | 2T            | 2T            | 3T            | A   | A             | A             | 5-5   |
| Open di Francia, Parigi    | A             | A             | A   | A             | 1T            | 2T            | A   | 1T            | 3T            | 1T            | 1T            | 1T  | A             | A             | 3-7   |
| Wimbledon, Londra          | A             | A             | A   | 1T            | A             | 2T            | 1T  | A             | A             | A             | ND            | A   | 1T            | A             | 1-4   |
| US Open, New York          | A             | 1T            | 2T  | 1T            | 1T            | SF            | 1T  | 1T            | A             | 1T            | A             | SF  | 1T            |               | 9-10  |
| Vittorie-Sconfitte         | 0-0           | 0-1           | 1-1 | 0-2           | 0-2           | 6-4           | 1-3 | 0-2           | 3-2           | 1-3           | 2-2           | 4-2 | 0-2           | 0-0           | 18-26 |
| Giochi Olimpici            |               |               |     |               |               |               |     |               |               |               |               |     |               |               |       |
| Giochi Olimpici            | Non disputati | Non disputati | A   | Non disputati | Non disputati | Non disputati | SF  | Non disputati | Non disputati | Non disputati | Non disputati | A   | Non disputati | Non disputati | 4-1   |
| Vittorie-Sconfitte         | Non disputati | Non disputati | 0-0 | Non disputati | Non disputati | Non disputati | 4-1 | Non disputati | Non disputati | Non disputati | Non disputati | A   | Non disputati | Non disputati | 4-1   |

### Doppio misto
| Tornei Grande Slam         |               |               |     |               |               |               |     |               |               |               |               |     |
| Australian Open, Melbourne | A             | A             | A   | A             | A             | A             | A   | A             | A             | A             | A             | 0-0 |
| Open di Francia, Parigi    | A             | A             | A   | A             | A             | A             | A   | 1T            | A             | A             | ND            | 0-1 |
| Wimbledon, Londra          | A             | A             | A   | A             | A             | A             | A   | A             | A             | A             | ND            | 0-0 |
| US Open, New York          | A             | QF            | 1T  | A             | A             | A             | A   | A             | A             | A             | ND            | 2-2 |
| Vittorie-Sconfitte         | 0-0           | 2-1           | 0-1 | 0-0           | 0-0           | 0-0           | 0-0 | 0-1           | 0-0           | 0-0           | 0-0           | 2-3 |
| Giochi Olimpici            |               |               |     |               |               |               |     |               |               |               |               |     |
| Giochi Olimpici            | Non disputati | Non disputati | A   | Non disputati | Non disputati | Non disputati | A   | Non disputati | Non disputati | Non disputati | Non disputati | 0-0 |
| Vittorie-Sconfitte         | Non disputati | Non disputati | 0-0 | Non disputati | Non disputati | Non disputati | 0-0 | Non disputati | Non disputati | Non disputati | Non disputati | 0-0 |